# Surya Indah
Surya Indah is een bestuurslaag in het regentschap Pelalawan van de provincie Riau, Indonesië. Surya Indah telt 1719 inwoners (volkstelling 2010).